# Амальди, Уго
Уго Амальди (итал. Ugo Amaldi; 18 апреля 1875, Верона — 11 ноября 1957, Рим) — итальянский математик и механик.
Член Национальной академии деи Линчеи, член Папской академии наук (1936).
Преподавал в университетах Кальяри, Модены, Падуи, Рима. Основные исследования относятся к теории групп и механике. Внес вклад в теорию непрерывных групп преобразований и геометрию внешней баллистики. В 1941—1943 президент Итальянского математического общества.

## Биография
1898 — закончил в Болонском университете обучение по курсу математики по руководством Сальваторе Пинкерле
1903 — назначен профессором алгебры и аналитической геометрии в университете Кальяри
1906 — 1919 — преподавал в университете Модены
1919 — 1924 — преподавал в университете Падуя
1924 — 1942 — преподавал в Римском университете
1942 — 1944 — академия наук
Сотрудничал с математиками Туллио Леви-Чивита и Федериго Энрикесом, внеся оригинальный и существенный вклад в публикацию многочисленных научных работ и трактатов, развивал исследования с М. С. Ли. Совместно с Т. Леви-Чивита и Энрикесом написал ряд монографий, в частности с Леви-Чивита — многотомный «Курс теоретической механики». Член Академии дей Линчеи и других научных учреждений.
Считался человеком спокойного и беспристрастного характера, искренней и не показной религиозности.
Брат психиатра Паоло, женился на мисс Луизе Басини, с которой у него было трое детей: Адальгиса, Мерседе и Эдоардо — физик. У него было большое количество внуков.